# Centrobasket 2008
El XXI Centrobasket 2008 es va dur a terme a Cancún i Chetumal, Mèxic del 27 al 31 d'agost.
Puerto Rico va obtenir el títol del torneig al derrotar a les Illes Verges Nord-americanes 87-70, i el tercer lloc va ser per a República Dominicana que va vèncer a Cuba 102 a 74; aquestes quatre seleccions van qualificar-se per al Torneig de les Amèriques de 2009.

## Equips participants
- Costa Rica
- Cuba
- República Dominicana
- El Salvador
- I. Verges Nord-americanes
- Mèxic (amfitrió)
- Panamà
- Puerto Rico